# Château de Reinach
El castillo de Reinach es un monumento histórico situado en Hirtzbach, en el departamento francés de Haut-Rhin.
Fue objeto de un registro parcial como monumento histórico por orden del 6 de marzo de 1990, luego de una clasificación parcial por orden del 4 de julio de 2000.